# Nahar (waluta)
Nahar (czecz. náxar) – oficjalna waluta Czeczeńskiej Republiki Iczkerii w 1993–2000. Kurs wymiany nahara na dolar amerykański ustalono na 1:1. Wprowadzenie do obiegu zaplanowano na 1995.
Przed nieudanym wprowadzeniem w obieg nahara, obiegowym środkiem płatniczym na terytorium Czeczenii pozostawał rubel radziecki wzoru z lat 1961–1992, oraz rubel rosyjski wzoru z 1992: banknoty o nominałach 5 000 i 10 000 ₽. Nie uznano przy tym za obowiązującą reformy monetarnej rubla rosyjskiego z 1993, na co odpowiedzią było ustalenie własnej waluty narodowej. Istnieją dwa przypuszczenia o pochodzeniu nazwy środka płatniczego. Miano by ją utworzyć od jednego ze szczytów Kaukazu, bądź pochodzi od czasownika czecz. náxart – pol. wymieniać. 
Emitentem został ustanowiony w 1992 Bank Kumański. Dyrektor banku centralnego, Usman Imajew jeszcze w 1993 rozpoczął negocjacje z francuskim przedsiębiorstwem typograficznym „François-Charles Oberthür”. Ostatecznie w następnym roku banknoty nahara zostały wydrukowane w Wielkiej Brytanii. Pierwsza, i jedyna seria otrzymała za datę emisji rok 1995. Kolejne emisje miały być wydawane przy współpracy bądź z drukarnią w Monachium, bądź to z Mennicą Polską.
Waluty nie udało się wprowadzić w obieg z przyczyny klęski militarnej wobec ofensywy wojsk rosyjskich w listopadzie 1994. Niemal wszystkie egzemplarze banknotów nahara zostały zniszczone w siedzibie banku centralnego w Groznym. Istnieje jednak przypuszczenie, że część banknotów ma być przechowywana w banku w Monachium, co stanowiło podstawę do intencyjnego przywracania waluty w 2000–2017 przez władze cywilne powstańców czeczeńskich i później Emirat Kaukaski.
| Wygląd | Wygląd | Nominał | Rozmiar (mm) | Podstawowy kolor              | Opis                                                                                      | Opis                                                                        | Znak wodny | Data |
| Awers  | Rewers | Nominał | Rozmiar (mm) | Podstawowy kolor              | Awers                                                                                     | Rewers                                                                      | Znak wodny | Data |
| ------ | ------ | ------- | ------------ | ----------------------------- | ----------------------------------------------------------------------------------------- | --------------------------------------------------------------------------- | ---------- | ---- |
|        |        | 1       | bd.          | czarno–zielony ciemno–zielony | godło herbu Czeczeńskiej Republiki Iczkerii                                               |                                                                             | nd.        | 1995 |
|        |        | 3       | bd.          | czarno–zielony ciemno–zielony | podobizna Machmuda Esambajewa                                                             |                                                                             | nd.        | 1995 |
|        |        | 5       | bd.          | czarno–zielony ciemno–zielony | jeździec w burce – personifikacja wolności                                                |                                                                             | nd.        | 1995 |
|        |        | 10      | bd.          | ciemno–zielony czarny         | dziewczyna trzymająca w rękach włudo z owocami i dzbanek – personifikacja dobrobytu       | krajobraz z żurawiem naftowym i pracującą pompą tłokową na pierwszym planie | nd.        | 1995 |
|        |        | 20      | bd.          | ciemno–zielony czarny         | kobieta trzymająca przed sobą szablę na tle górzystego krajobrazu – personifikacja obrony | trzech galopujących jeźdźców                                                | nd.        | 1995 |
|        |        | 50      | bd.          | ciemno–zielony czarny         | starszy mężczyzna z laską i wagą – personifikacja sprawiedliwości                         | Pałac Prezydencki w Groznym                                                 | nd.        | 1995 |
|        |        | 100     | bd.          | ciemno–zielony czarny         | jeździec na buksującym koniu – personifikacja niepodległości                              | grupa uzbrojonych mężczyzn w tradycyjnych strojach                          | nd.        | 1995 |
|        |        | 500     | bd.          | ciemno–zielony czarny         | podobizna Szamila                                                                         | wieża obronna                                                               | nd.        | 1995 |
|        |        | 1000    | bd.          | ciemno–zielony czarny         | podobizna szejka Mansura                                                                  | trzech jeźdźców na koniach                                                  | nd.        | 1995 |